# Municipium
Municipium (latin) var den näst högsta klassificeringen av en romersk stad.

## Historik
Municipium betecknade hos forntidens romare i allmänhet en italisk kommun under romersk överhöghet, men med kommunal självständighet. Den romerska staten bestod ursprungligen av en enda kommun, staden Rom med närmaste område, till följd att statens och kommunens styrelse och förvaltning sammanföll, och efter statens utvidgning var staden Roms kommunalstyrelse fortfarande på samma gång centralregering för romerska staten. De ursprungligen självständiga stadssamhällen (kommuner), som införlivades med den romerska staten, fick däremot sitt kommunalväsen ordnat särskilt för sig. Municipierna åtnjöt vid förvaltningen av sina lokala angelägenheter stor självständighet, under det att de var underkastade den romerska statens för alla gemensamma lagar och även administrativa bestämmelser (av senat och ämbetsmän). Från de kommuner, som under namn av kolonier (coloniæ) bildades genom utsända nybyggare från Rom och som erhöll en del av vederbörande samhälles område, skilde sig municipierna i administrativt hänseende. Kolonisternas kommunalväsen synes dock ha blivit ordnat efter en allmän norm i enlighet med den italiska municipalförfattningens grunddrag, men utan de lokala olikheter, som utmärkte municipia.
Utmärkande för municipierna var, att stadskommunen sträckte sig jämväl utöver kringliggande landsbygd (likasom i Rom). Dess borgare, municipes, bildade folkförsamlingen, som beslöt lagar för samhället och valde municipiets två par ämbetsmän, de två domarna, duoviri iuri dicundo, och de två polisuppsyningsmännen, duoviri ædiles. Ofta omtalas även quæstores. Kommunalrådet, decuriones, ordo decurionum, av vanligen 100 medlemmar, kallades stundom senatus. Landområdet var indelat i distrikt (pagi).
I avseende på romersk medborgarrätt var municipierna olika ställda under olika tider. Efter kriget mot latinerna (omkring 338 f. Kr.) utvidgades medborgarrätten huvudsakligen genom anläggning av några kolonier. För övrigt var under 200-talet f. Kr. endast de närmare Rom belägna samhällena i åtnjutande av medborgarrätt. Under och efter bundsförvantkriget (91–88 f. Kr.) utsträcktes medborgarrätten till Italiens befolkning närmast söder om Po, något senare till Gallia cisalpina. Med tiden utsträcktes municipalordningen till städer i provinserna, och med Caracalla (död 217) blev alla städer i riket municipier och kallades så i motsats till Rom.
I Sverige förr benämning på tätbebyggt område på landsbygden i vilket stadsstadgor förordnats.[källa behövs]